# Latina TV
Latina TV es un canal de televisión cultural sin fines de lucro y productora de contenidos orientados a la comunidad latinoamericana en España que transmite sus contenidos vía satélite y por internet las 24 horas a otros canales afiliados en el resto de España y América. Su labor principal es la producción, transmisión y distribución de contenidos culturales para los residentes latinos en Europa, resaltando en todo momento los aportes culturales y positivas de su convivencia en suelo extranjero.

## Historia
Latina TV fue creado por un grupo de periodistas latinoamericanos en la ciudad de Barcelona, España el 1 de diciembre de 2009 y es propiedad de la Asociación Latina de Radio y Televisión con registro oficial G 65287435. Es un medio de comunicación que no tiene propietarios ya que sus dueños son los que integran la Asociación Latina de Radio y Televisión de España.
El canal se ha especializado en producción de contenidos propios, siempre enfocados al público latino. Los programas incluyen reportajes,entrevistas y telediarios que son transmitidos a canales afiliados de Europa y América Latina vía satélite y por internet.
El objetivo principal de este proyecto es dar voz a los inmigrantes latinoamericanos que viven en España y Europa, recogiendo en todo momento las inquietudes y temas que interesan a este grupo en especial. Desde su creación ha abordado temas de gran impacto social que generalmente no son tocados por las grandes cadenas de España.